# Affaire Daniel Galvan Viña
L'affaire Galvan est un scandale provoqué par la libération de Daniel Galvan Viña, un homme de nationalité espagnole, d’origine irakienne, condamné pour pédophilie et emprisonné au Maroc, en 2013, puis libéré dans le cadre d'une grâce collective au nom des bonnes relations entre les deux royaumes marocain et espagnol. Le roi du Maroc Mohammed VI, qui retira ensuite sa grâce, a affirmé ignorer les détails du dossier.
La nouvelle provoque une vive contestation, relayée par les réseaux sociaux, la presse et les médias internationaux. Le 2 août, un sit-in d'une centaine de riverains débute à Rabat. Dès le lendemain, des manifestations sont organisées dans tout le pays. L'homme sera arrêté en Espagne où il purgera une partie de sa peine.

## Contexte
Le 30 juillet 2013, à l'occasion du 14e anniversaire de l'ascension au trône, le roi Mohammed VI accorde, après une demande du roi d'Espagne Juan Carlos, lors de sa visite une semaine auparavant, un pardon royal notamment à 48 ressortissants espagnols. Une partie d'entre eux devaient être transférés en Espagne pour y purger leur peine. 
Le 31 juillet, les médias numériques Internet Andalus Press et Lakome révèlent que parmi les prisonniers graciés se trouve un violeur d'enfants en série espagnol, arrêté en septembre 2011 et condamné à 30 ans de prison et n'ayant purgé qu'un an et demi de sa peine.  
Il s'agit de Daniel Galvan Viña, âgé de 63 ans, Espagnol d'origine irakienne, arabophone et se présentant comme un professeur d'université à la retraite - ce qu'il n'a jamais été,, mais était « impliqué dans le développement des relations de l’université avec le monde arabe et la mobilité des étudiants ». Il a violé 11 enfants âgés de 2 à 15 ans de Rabat et a filmé ses actes ;  un tribunal de Kénitra l'a condamné à 30 ans de prison ferme pour ses actes de pédophilie au Maroc,,,,. Après l'annonce de sa grâce, l'homme est libéré de prison et gagne le territoire espagnol.
Selon son avocat, « l'Espagnol Daniel Galvan aurait déclaré être un officier de l'armée irakienne employé par les Occidentaux pour renverser Saddam Hussein », en 2003. Né en 1950 à Bassora, son véritable prénom est Salaheddine,. D'après El País et le journal électronique marocain Lakome, Galvan pourrait en effet avoir été un espion espagnol travaillant pour le Centro Nacional de Inteligencia, ce que ce service conteste - qui lui aurait fabriqué une nouvelle identité sous le nom de Daniel Galvan quand il a été sorti d'Irak et lui aurait fourni des papiers espagnols pour le transformer en un professeur en sciences océaniques de l'université de Murcie,  à la retraite,,. 
Selon l'arrêt rendu par le juge du tribunal de l'Audience nationale à Madrid, sa vie s'est déroulée surtout en Irak et en Espagne mais il a résidé également dans différents pays dont l'Égypte, la Syrie, la Jordanie, le Royaume-Uni et le Maroc. Il arrive en Espagne en 1996, en tant que boursier au département des relations internationales de l'université de Murcie, où il restera jusqu'en 2002 ; il y obtient la nationalité espagnole grâce à son mariage en 1982 avec une Espagnole dont il divorcera. Lors de son séjour en Espagne, Galvan a été traité pour schizophrénie. Puis en 2005, il s'installe à Kénitra,,,.

## Chronologie
« Nous sommes ici pour déterminer qui est responsable de ce pardon. C'est une honte qu'ils vendent nos enfants » Najat Anwar, présidente de l'association Touche pas à mon enfant
Le vendredi 2 août 2013, la nouvelle de la libération de Daniel Galvan provoque l'indignation des Marocains et après la rupture du jeûne, une manifestation est organisée à Rabat, devant le Parlement. Des centaines de personnes y participent avec des slogans tels que « une honte internationale, il n'y a ni droits ni libertés », « Vive le peuple, où est la justice ? ». Des dizaines de personnes, dont des journalistes et des photographes sont blessées lors de l'intervention de la police antiémeute qui la réprime,,,,. 
En France, l'Association marocaine des droits humains à Paris appelle également à manifester samedi 3 août à 18 heures devant l'ambassade du Maroc à Paris.
Le 3 août, quatre manifestations sont organisées : une à Nador, une à Agadir, une autre à Tanger et à Tétouan. Ces deux dernières sont également dispersées par la police antiémeute. Contrairement à celles de Tanger et de Tétouan, la manifestation d'Agadir ne connaît pas d'interventions policières. Les principales revendications de la population concernent le fonctionnement de la justice, la remise en cause du droit de grâce et la demande d'excuses royales, certains demandent aussi le départ de Fouad Ali El Himma, un des proches conseillers du roi Mohammed VI soupçonné d'être impliqué dans la grâce,.
Ce même jour, Mohammed VI publie une déclaration dans laquelle il nie avoir eu « connaissance de la gravité des crimes commis par Daniel Galván » et promet qu'une enquête sera menée pour clarifier les faits.
Le dimanche 4 août, la nouvelle de l'affaire est diffusée au Journal de 13 heures français sur TF1 et France 2 , où sont projetées des images de la violente répression policière de la manifestation du vendredi. Le soir du même jour, Mohammed VI a publié un communiqué dans lequel il annonçait l'annulation de la grâce qu'il avait accordée au pédophile espagnol multirécidiviste, évoquant une décision « à caractère exceptionnel » car jamais auparavant, une grâce royale n'avait été révoquée dans l'histoire du Maroc. Malgré l'annulation, une manifestation est organisée à Kénitra,,.
Le lendemain, Mohammed VI révoque le délégué général de l'Administration pénitentiaire et de la réinsertion, Hafid Benhachem (âgé de 77 ans), après avoir mené une enquête approfondie ; celle-ci a été confiée à une commission présidée par le ministre de l'Intérieur et le Procureur général près la Cour de Cassation. Il s'avère que le directeur de l'administration pénitentiaire aurait transmis par inadvertance au roi des informations erronées, lors d'une confusion entre deux listes,. 
Le soir, une manifestation est organisée à Safi, à la suite d'un appel sur Facebook.
Le mardi 6 août, le roi Mohammed VI accueille au palais les familles des enfants violés par le pédophile gracié, afin de témoigner sa « compassion » et son « empathie », indique le Palais royal dans un communiqué ; la rencontre est filmée où le roi serre les familles dans ses bras. Durant la journée, des manifestations sont  organisées à Casablanca, à El Jadida, à Beni Mellal, à Ouezzane, à Tanger, à Ouarzazate, et à Marrakech,,,. La manifestation de Casablanca connaît une participation de plus de 2 000 personnes,.  
Le 7 août, Daniel Galvan Viña est réarrêté par la police espagnole dans la ville de Murcie, dans le Sud de l'Espagne, en vertu d'un mandat d'arrêt international d'Interpol lancé par le Maroc le 5 août, et placé en détention provisoire,,. Des photographies de l'arrestation montrant Galvan menotté et à bord d'une voiture de police espagnole circulent largement dans les médias marocains et à la télévision. 
Malgré cette arrestation, une manifestation a lieu à Rabat avec près de 500 participants réclamant des comptes au roi et à la justice marocaine qu'ils voudraient indépendante,,. 
Le 9 août, une manifestation, organisée par l'association marocaine des Droits humains-Belgique, se tient devant l'ambassade du Maroc à Bruxelles Etterbeek en Belgique, réclamant l'extradition de Galvan et son incarcération au Maroc, mais aussi, la libération des prisonniers d'opinion au Maroc, l'instauration d'un Etat de droit dans ce pays avec la révision de la Constitution marocaine qui octroie tous les pouvoirs au roi, « considéré comme sacré et intouchable »,.  
Ainsi, les réseaux marocains ont joué un rôle clef dans l'information des citoyens marocains, en adoptant par exemple les hashtag Twitter #DanielGate et #Mafrasich (« Je n’étais pas au courant ») alors que selon l'ONG Touche pas à mon enfant, le Maroc connaîtrait 26 000 enfants violés par an, dont une partie est attribuée  par le journal El Mundo « à des réseaux de pédophiles bien organisés, qui évoluent dans le milieu de la jet-set de Marrakech, y compris par de puissants hommes politiques et chefs d'entreprise européens ». 
Cependant, les réactions des ONG officiellement enregistrées au Maroc se sont limitées à la quasi-unanimité à réaffirmer la position exprimée dans les communiqués de Mohammed VI. Najat Anouar, présidente de l'ONG Matqich Waldi luttant contre les abus sexuels sur enfants, a déclaré que la grâce était une prérogative exclusive du roi dont il avait le pouvoir discrétionnaire d'utiliser ; ensuite, elle n’a pas commenté ni exprimé son opposition à la grâce. 

### Suites
Après le scandale, Mohammed VI promet de réformer le processus de grâce royale,.
Le 29 août 2013, Daniel Galvan est convoqué par un juge d'instruction espagnol de Torrevieja (près d'Alicante) en Espagne, enquêtant sur une plainte d'abus sexuel sur une mineure en 2004, alors que l'enfant avait 6 ou 7 ans, et déposée après l'apparition à la télévision de Galvan lors du scandale de la grâce royale.
Ali Anouzla, rédacteur en chef de la version arabe de Lakome, qui avait révélé le scandale, est arrêté le 17 septembre 2013 pour terrorisme après avoir publié un lien vers un article du journal espagnol El Pais contenant une vidéo intitulée « Le Maroc, royaume de la corruption et du despotisme », spécifiquement dirigée contre Mohammed VI et critiquant sa politique, son implication dans les affaires, son cercle d'amis ou le festival Mawazine (de son secrétaire et ami Mounir Majidi), et appelant à renverser le régime du roi, provenant prétendument d'Al-Qaïda au Magreb islamique (AQMI). Un mois plus tard, la plateforme médiatique indépendante Lakome.com est bloquée au Maroc à partir du 17 octobre. De nombreux observateurs y voient une revanche sur l’épisode du scandale Daniel Galvan,,.
Un arrêt du tribunal de la plus haute juridiction de Madrid, émis le 14 novembre 2013, décide « de ne pas remettre le citoyen espagnol Daniel Galvan Viña au Maroc », malgré la demande d'extradition des autorités marocaines. Les juges estiment en effet que Galvan ne peut pas être renvoyé au Maroc car la convention entre les deux pays ne leur permet pas d’extrader leurs ressortissants vers l’autre, et que le pédophile, actuellement en détention préventive, devrait purger en Espagne la peine de 30 ans de prison - ce qui était le vœu initial de l'accusé - à laquelle il a été condamné au Maroc,.

## Autres réactions
- Espagne : Le Parti socialiste ouvrier espagnol a jugé samedi 3 août la grâce accordée « d'une extrême gravité ». La vice-présidente du parti Elena Valenciano « exige une explication immédiate du gouvernement espagnol ». Elle va également déposer une question orale devant le congrès des députés pour obtenir du ministre des Affaires étrangères José Manuel García-Margallo une « explication urgente » concernant cette décision, qui a créé « un énorme émoi et une indignation dans un pays voisin et également en Espagne »[29].

## Précédents
Les manifestations qui ont lieu même après l'arrestation de Galvan s'expliquent en partie par l'indignation des Marocains ayant connu récemment diverses affaires de pédophilie qui ont choqué l'opinion publique du pays et de la diaspora marocaine.
Dans un câble diplomatique du consulat américain à Casablanca, qui détaille le rapport marocain sur la traite des êtres humains pour 2010, il est révélé que Mohammed VI a gracié en 2006 un pédophile français reconnu coupable, Hervé le Gloannec, arrêté à Marrakech alors qu'il a des relations sexuelles avec un garçon de 15 ans et en possession d'une grande quantité de documents pédopornographiques. Il a été condamné à 4 ans de prison, réduit à 2 ans puis gracié par le roi du Maroc, à l’occasion du cinquantenaire de l’indépendance du pays,.
Wikileaks évoque également le cas d’un autre Français, Jack-Henri Soumere, ancien directeur du théâtre Mogador à Paris puis de l’opéra de Massy et du théâtre de Longjumeau, arrêté en 2006 alors qu’il se trouve avec un garçon de 16 ans ; il est accusé d'homosexualité (non pas de pédophilie ou de relations sexuelles avec un mineur) et d'incitation à la débauche sur mineur (contre quelques centaines de dirhams) puis placé en résidence surveillée et condamné, avant d'être libéré, malgré les protestations de l'association Touche pas à mon enfant lors de son procès,. D'autres versions de l'affaire ont été rapportées.